# IndustryStock.com
IndustryStock.com ist eine B2B-Plattform für die weltweiten Vertriebs-, Kommunikations- und Informationsbedürfnisse von Industrieunternehmen und deren Dienstleister sowie eine geschützte Marke des Verlages Deutscher Medien Verlag GmbH mit Sitz in Cottbus.

## Das Unternehmen
Das Unternehmen wurde 2003 gegründet. Es beschäftigte im November 2017 über 60 Mitarbeiter.
Das Angebot des Unternehmens ist in 16 Sprachen verfügbar. In Polen vermarktet der Verlag Elamed Media Group IndustryStock.pl, in Tschechien Business Media CZ IndustryStock.cz und in Spanien betreibt der Verlag Grupo TPI IndustryStock.es. In China arbeitet das Unternehmen mit mehreren Vertriebspartnern. Der Hauptvertriebspartner GNT (Gongji Network Technology) betreut die chinesischen Seiten IndustryStock.cn und IndustryStock.hk.
IndustryStock.com ist laut einem Bericht des Metallbau-Magazins von 2015 auf Online-Marketing-Dienstleistungen für exportorientierte Industrieunternehmen spezialisiert.
Der Standardeintrag für Anbieter ist kostenlos. Durch einen bezahlten Eintrag werden die Werbekunden bei der Suche von Produkten den kostenlosen Einträgen übergeordnet. IndustryStock.com finanziert sich über bezahlte Rubrikeneinträge. Außerdem gibt es auf der Plattform einen Marktplatz, eine Jobbörse für Ingenieure und Techniker sowie einen Messekalender.